# Boris Abramovich Slutsky
Boris Abramovich Slutsky (tiếng Nga: Борис Абрамович Слуцкий, 7 tháng 5 năm 1919 – 22 tháng 2 năm 1986) là một nhà thơ Nga Xô viết.

## Tiểu sử
Boris Slutsky sinh ở Slovyansk, Donbass (nay là Ukraina) trong một gia đình công nhân. Từ năm 1937 đến 1941 học Đại học luật, đồng thời học trường viết văn Maxim Gorky. Chiến tranh thế giới thứ hai xảy ra, ông ra trận, sau khi bị thương chuyển về làm việc ở tòa án binh. Ông sống ở Moskva, thuê nhà ở nhiều nơi, theo lời ông, thay đổi đến 22 địa chỉ. Đến đầu năm 1960 ông mới được cấp một phòng ở khu tập thể nằm trên Đại lộ Lomonosov.
Năm 1957 ông in tập thơ đầu tiên. Ngoài sáng tác thơ ông còn đóng vai trong một số bộ phim và viết phê bình đăng trên các báo, tạp chí. Thơ của Slutsky chủ yếu viết về chiến tranh, là những suy ngẫm về số phận những con người cùng thế hệ, thơ ông gần gũi với ngôn ngữ đời thường. Một phần đáng kể thơ, văn của ông chỉ được in sau năm 1987.

## Tác phẩm
- Память (1957)
- Время (1959)
- Сегодня и вчера (1961)
- Работа (1964)
- Современные истории (1969)
- Годовая стрелка (1971)
- Доброта дня (1973)

## Một vài bài thơ
| Счастье - это круг Счастье - это круг. И человек Медленно, как часовая стрелка, Движется к концу, то есть к началу, Движется по кругу, то есть в детство, В розовую лысину младенца, В резвую дошкольную проворность, В доброту, веселость, даже глупость. А несчастье - это острый угол. Часовая стрелка - стоп на месте! А минутная - спеши сомкнуться, Загоняя человека в угол. Вместо поздней лысины несчастье Выбирает ранние седины И тихонько ковыряет дырки В поясе - одну, другую, Третью, ничего не ожидая, Зная все. Несчастье - это знанье. Оказывается, война не завершается победой. В ночах вдовы, солдатки бедной, ночь напролет идет она. Лишь победитель победил, а овдовевшая вдовеет, и в ночь ее морозно веет одна из тысячи могил. А побежденный побежден, но отстрадал за пораженья, восстановил он разрушенья, и вновь - непобежденный он. Теперь ни валко и ни шатко идут вперед его дела. Солдатская вдова, солдатка второго мужа не нашла. | Hạnh phúc và bất hạnh Hạnh phúc là vòng tròn. Và người ta Chầm chậm, như chiếc kim đồng hồ Đi về điểm cuối, nghĩ là về xuất phát Đi theo vòng tròn, nghĩa là về tuổi thơ Về thuở đầu trọc lóc Về thuở hoạt bát, ngày còn chưa đi học Về vẻ vui tươi, lòng tốt, thậm chí dại khờ. Còn bất hạnh – đấy là góc nhọn Chiếc kim đồng hồ đứng yên! Và kim phút – vội vàng khép kín Dồn con người ta vào tường. Thay vì bất hạnh hói đầu muộn màng Con người chọn cho mình tóc bạc sớm Và lặng lẽ, hý hoáy từng lỗ thủng Một lỗ, hai lỗ giữa thắt lưng Lỗ thứ ba thì hơi bất thình lình Biết hết. Bất hạnh – đó là tri thức. Hóa ra là chiến tranh Không phải kết thúc bằng thắng lợi. Và trong những đêm của người goá phụ Hết đêm lại đến đêm. Chỉ người chiến thắng từng chiến thắng Còn người góa phụ vẫn cô đơn Và đêm đêm từ trong hàng nghìn Một nầm mồ thổi cho nàng hơi lạnh. Còn kẻ thua, xưa từng thua trận Nhưng đã hết đau khổ vì thua Đã vực dậy từ đống đổ nát xưa Và đứng lên, trở thành người chiến thắng. Bây giờ không còn ọp ẹp, bấp bênh Mà công việc cứ tiến hành suôn sẻ Chỉ có những người góa phụ Chồng thứ hai không tìm thấy cho mình. Bản dịch của Nguyễn Viết Thắng. |